# Příčně pruhovaná svalovina

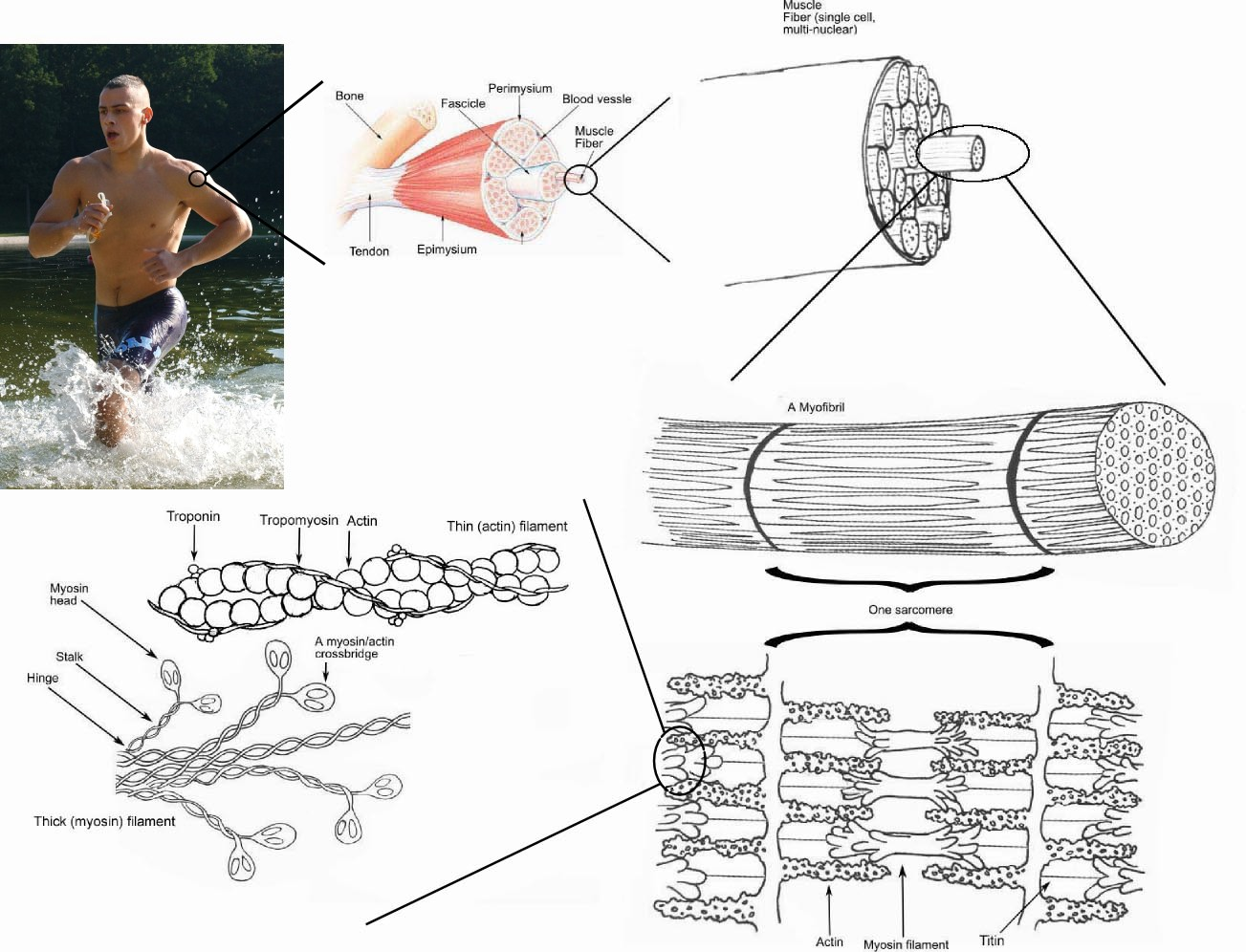
Stavba kosterního svalu

Příčně pruhovaná svalovina (dříve označovaná jako žíhaná svalovina) je jeden ze základních typů svaloviny. Označuje se běžně jako kosterní svalovina, neboť se velmi často upíná na kosti. Mimo to se však příčně pruhované svaly vyskytují i ve stěně hltanu, části jícnu a v jazyku. Je ovladatelná vůlí a díky ní se tělo pohybuje. Je to například jazyk, svaly hlavy a končetin, ale i bránice, hlavní dýchací sval savců.

## Stavba

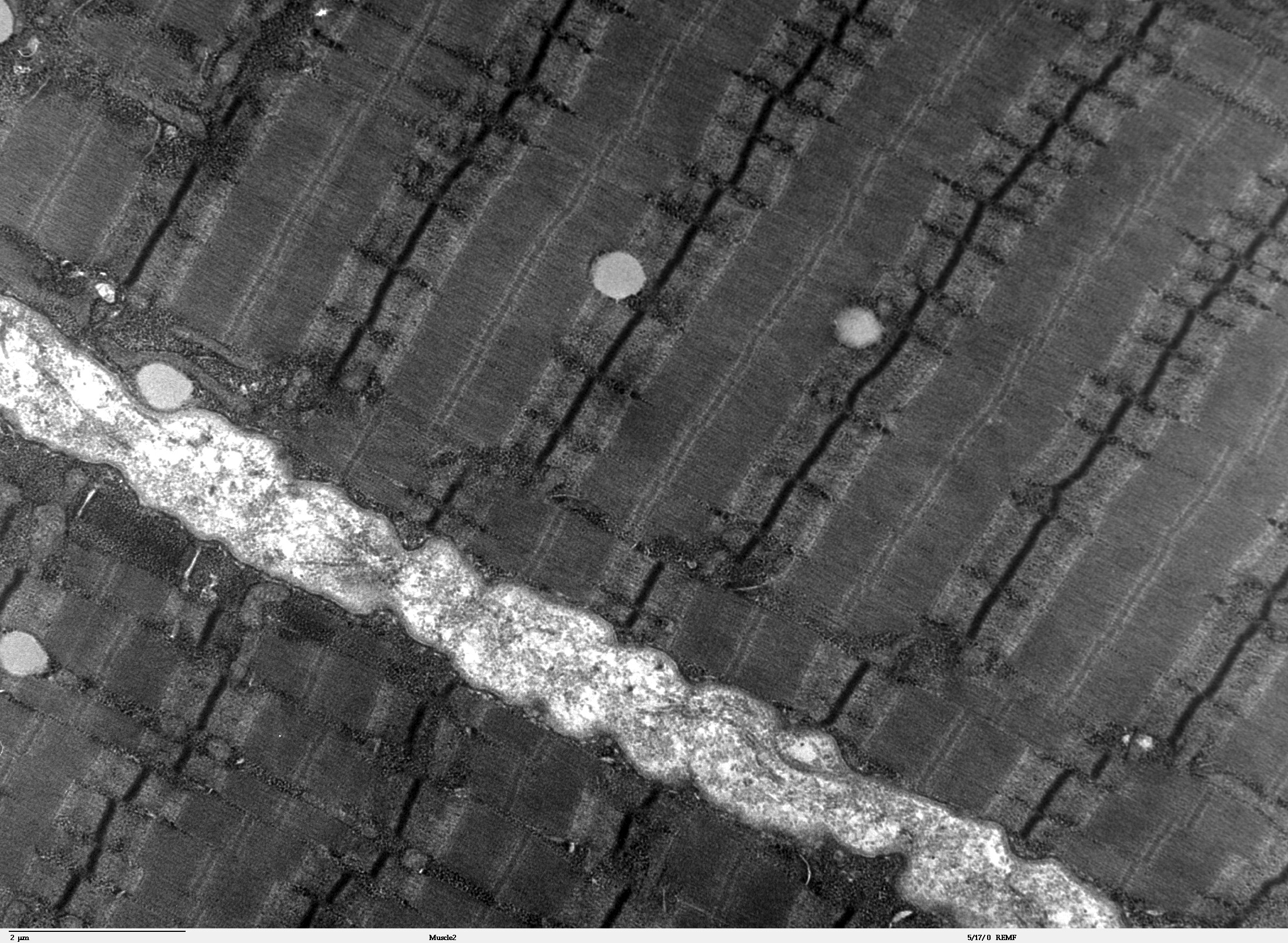
Sarkomery v příčně pruhované svalovině

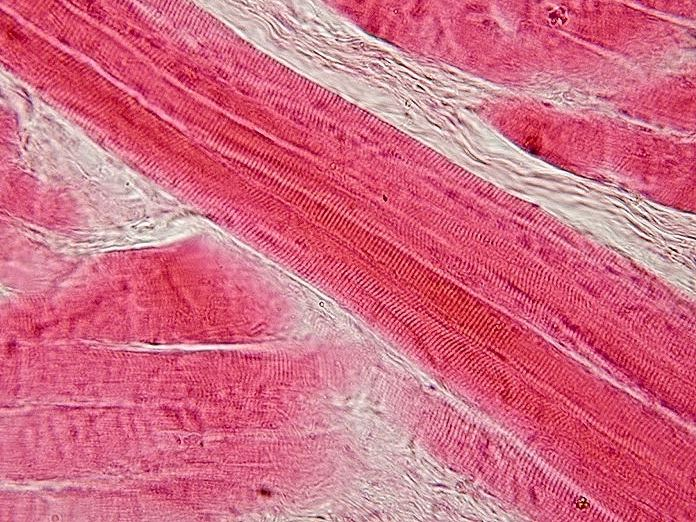
Podélný řez svalovými vlákny

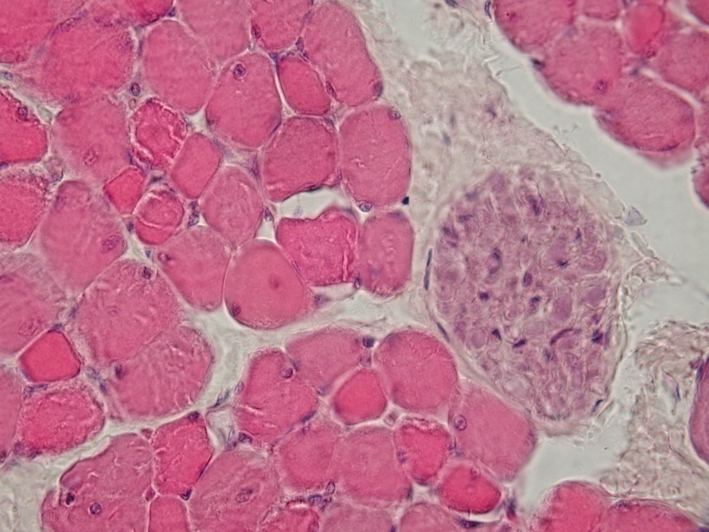
Příčný řez svalovými vlákny

Stavba kosterního svalu se dá demonstrovat na různých přiblíženích. Postup od vnějšího vzhledu svalů až k mikroskopickému uspořádání molekul. Pořadí je toto: kosterní sval > svalový snopec > svalový snopeček > svalové vlákno > myofibrila > sarkomera.

### Mikroskopická stavba
Kosterní sval je tvořen dlouhými svalovými vlákny (až 40 cm), tvořenými v podstatě jednou, ale mnohojadernou buňkou, takzvaným rhabdomyocytem. Každé svalové vlákno uvnitř v cytoplazmě obsahuje myofibrily, které jsou ještě příčně rozděleny na přepážky, sarkomery. Podle sarkomer dostaly příčně pruhované svaly svůj název.
Vlákna jsou obalena řídkou vazivovou pochvou. Svalová vlákna se spojují ve snopečky a snopce (10–100 svalových vláken), které jsou kryté silným vazivovým obalem. Snopce se pojí ve svaly kryté pevnou a pružnou vazivovou blanou – fascií (povázkou). Na obou koncích svalu přechází fascie ve šlachy, které jsou pevně napojeny na kosti jako začátky a úpony svalů. Svalová i vazivová vlákna jsou elastická, umožňují až stoprocentní protažení své délky.
Pod mikroskopem můžeme na svalech pozorovat žíhání, které je způsobeno pravidelným střídáním aktinu a myosinu v myofibrilách. Jejich vzájemná interakce umožňuje svalový stah.

### Makroskopická stavba
Kosterní sval se na první pohled skládá z těchto částí:
- svalové bříško – masitá nejširší část
- srdeční
- hladká šlacha
- mnoho specializovaných vazivových útvarů, které usnadňují a umožňují jeho funkci.

## Příčně pruhovaná svalovina v lidském těle
Příčně pruhovaná svalovina je nejobjemnejší tkáň vůbec a tvoří asi 36 % hmotnosti těla u mužů a u žen 32 %, přičemž u sportovců je procentuální podíl svaloviny vyšší. Člověk má přibližně 640 svalů, přičemž nejmenší je třmínkový sval, nejmohutnější je velký sval hýžďový a nejdelší je krejčovský sval 